# Praya
Praya è un genere di invertebrati marini appartenenti all'ordine Siphonophora. 

## Descrizione
Sono organismi coloniali, quindi a prima vista possono essere confusi con delle meduse, mentre in realtà ogni esemplare non è altro che una colonia di sifonofori.

## Tassonomia
In questo genere sono riconosciute soltanto 2 specie:
- Praya dubia (Quoy & Gaimard in de Blainville, 1830)
- Praya reticulata (Bigelow, 1911)